# Johannetta von Nassau-Saarbrücken
Johannetta von Nassau-Saarbrücken (* 13. September 1496 in Saarbrücken; † 9. Dezember 1556 im Kloster Rosenthal (Pfalz)) war Äbtissin der Zisterzienserabtei Kloster Herbitzheim.

## Leben
Johannetta von Nassau-Saarbrücken wurde als Tochter des Grafen Johann Ludwig von Nassau-Saarbrücken (1472–1545) und dessen erster Ehefrau Elisabeth von Pfalz-Zweibrücken (1469–1500)  geboren. Sie findet 1503 als Schülerin in der Abtei Rosenthal im Visitationsbericht Erwähnung. Am 29. November 1513 trat sie in das Kloster ein und wurde dort am 25. August 1513 durch den Abt eingekleidet. Im Pfälzischen Bauernkrieg wurde das Kloster 1525 geplündert und verwüstet, konnte jedoch weiter geführt werden. Am 1. April 1544 übergab die Äbtissin Amalia von Altdorf gen. Wollenschlegerin das Kloster an Johannettas Vater Graf Johann Ludwig von Nassau-Saarbrücken. Ihr Halbbruder Graf Philipp II. von Nassau-Saarbrücken ernannte sie am 12. April 1553 zur Äbtissin. Im Januar 1555 kehrte sie in das Kloster Rosenthal zurück und starb dort am 9. Dezember 1556.